# U-Bahn-Station Unter St. Veit
Die Station Unter St. Veit ist eine Station der Wiener U-Bahn-Linie U4 im 13. Wiener Gemeindebezirk Hietzing. Namensgeber ist der ehemalige Wiener Vorort Unter Sankt Veit, der südlich der Station im 13. Bezirk liegt. Die Station selbst liegt in der Katastralgemeinde Unterbaumgarten, in einem Überlappungsbereich zwischen Bezirks- und Katastralgrenze.
Die Station erstreckt sich parallel zwischen dem Bett des Wienflusses und dem stark befahrenen Hietzinger Kai und verfügt über einen Ausgang am östlichen Ende zur Baumgartenbrücke über den Fluss, wo eine Umsteigemöglichkeit zur Buslinie 47A besteht.

## Geschichte
Ursprünglich gehörte die im Auftrag der Commission für Verkehrsanlagen in Wien erbaute Station zur Oberen Wientallinie der Wiener Dampfstadtbahn, die vom Bahnhof Hütteldorf-Hacking zum Bahnhof Meidling-Hauptstraße führte, und trug den Namen Unter St. Veit-Baumgarten. Ihre bauliche Fertigstellung erfolgte im Oktober 1896, die Eröffnung am 1. Juni 1898. 1910 wurde ein Windfang eingebaut, bevor schließlich ab 1925 die Wiener Elektrische Stadtbahn verkehrte. 
Am 21. Februar 1945 wurde die Haltestelle durch einen Bombentreffer völlig zerstört, wodurch der ursprüngliche architektonische Charakter der Station mit den typischen Elementen Otto Wagners verloren ging. Die Züge fuhren daher bis 1947 ohne Halt durch, und zwar bis zum 14. Februar in Richtung Meidling und bis zum 4. März in Richtung Hütteldorf. Der Wiederaufbau erfolgte in vereinfachter Form, wobei aber die alten Fundamente weiterverwendet wurden, wodurch die Baukörpergliederung der alten Station entsprach. In der Nachkriegszeit verlor sie ferner ihren Zusatz „Baumgarten“, dieser ist auf dem Netzplan vom September 1959 noch vorhanden, auf dem Netzplan von 1962 aber bereits entfallen.
In den späten 1970er und frühen 1980er Jahren wurde die Station für den U-Bahn-Betrieb unter Verwendung des Panelsystems der Architektengruppe U-Bahn stark umgebaut und am 20. Dezember 1981 wieder eröffnet. An der Westseite wurde außerdem eine B6-Station der Elektrizitätswerke errichtet.

Das ursprüngliche Empfangsgebäude, circa 1900
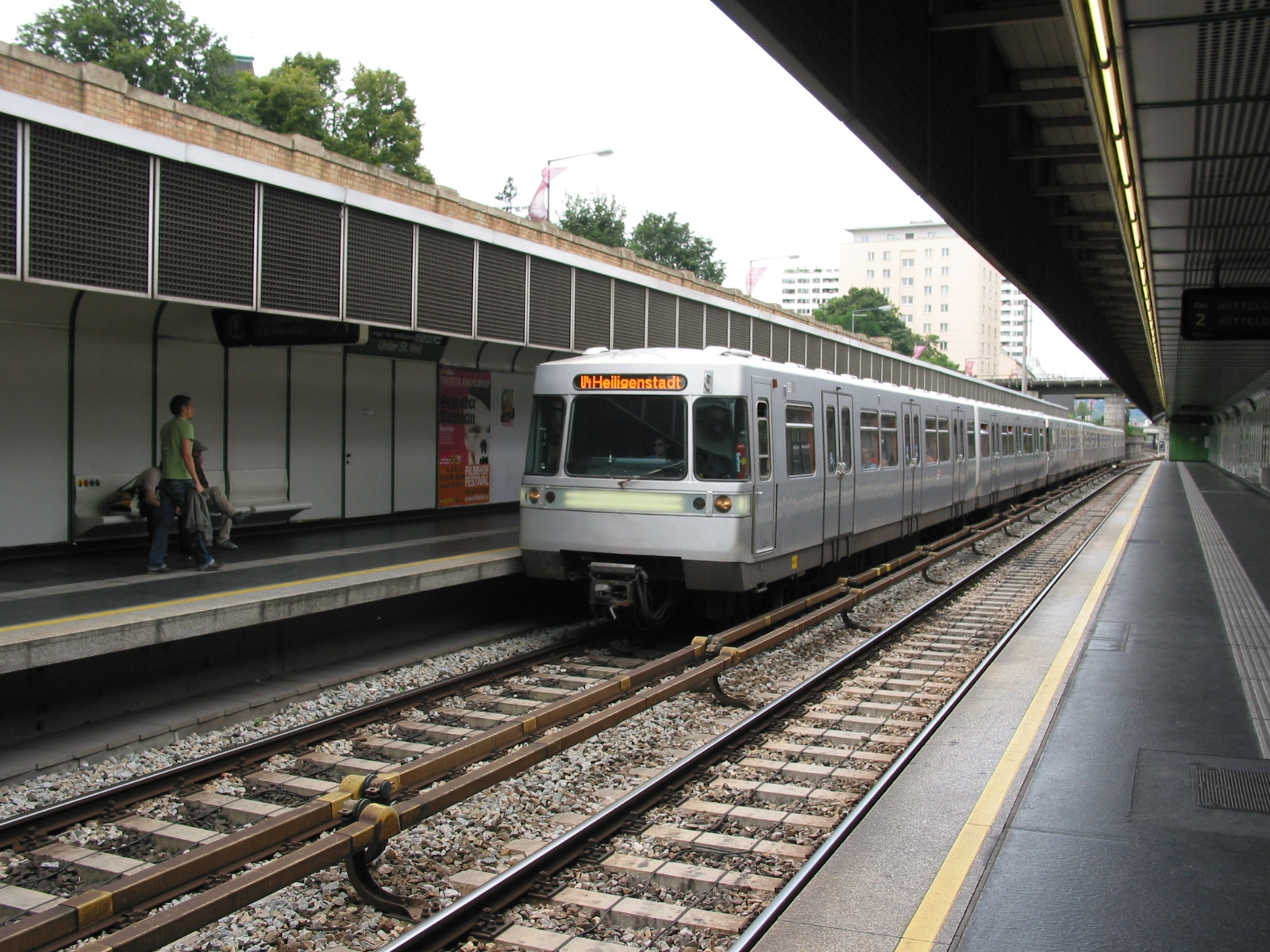
Bahnsteigebene im Jahr 2008

## Einzelnachweis
1. ↑  Otto Antonia Graf: Otto Wagner. 1: Das Werk des Architekten 1860–1902. 2. Auflage. Böhlau, Wien 1994, S. 134–248.